# Idaea ruminata
Idaea ruminata là một loài bướm đêm trong họ Geometridae.